# إيغور أنيتش
إيغور أنيتش (بالفرنسية: Igor Anic) مواليد 12 يونيو 1987 في موستار، جمهورية يوغوسلافيا الاشتراكية الاتحادية، هو لاعب كرة يد فرنسي يلعب كمحور. يلعب حاليا مع نادي كيل لكرة اليد ويحمل الرقم 19. مثل منتخب فرنسا لكرة اليد. حقق المركز الأول في بطولة العالم لكرة اليد للرجال 2015.

## المسيرة الاحترافية
لعب مع نادي مونبلييه لكرة اليد في الدوري الفرنسي من سنة 2003 إلى 2007، ثم لعب مع نادي كيل لكرة اليد من سنة 2007 إلى 2010، ثم لعب مع نادي غومرسباخ لكرة اليد في الدوري الألماني من سنة 2010 إلى 2012، ثم لعب مع نادي نانت لكرة اليد في الدوري الفرنسي في موسم 2014-2015، ثم لعب مع نادي كيل لكرة اليد في سنة 2015.

## سجل المنافسة
شارك في البطولات التالية:
- بطولة العالم لكرة اليد للرجال 2015
- بطولة أوروبا لكرة اليد للرجال 2014

## الميداليات
| الميدالية | المسابقة                           |
| --------- | ---------------------------------- |
| ذهبية     | بطولة العالم لكرة اليد للرجال 2015 |
| ذهبية     | بطولة أوروبا لكرة اليد للرجال 2014 |

## روابط خارجية
- إيغور أنيتش على موقع الاتحاد الأوروبي لكرة اليد (الإنجليزية)
- إيغور أنيتش على موقع الاتحاد الفرنسي لكرة اليد (الفرنسية)
- إيغور أنيتش على موقع نادي كيل لكرة اليد (الألمانية)